# Поярков, Денис Владимирович
Денис Владимирович Поярков (род. 16 октября 1989, Ефремов, Тульская область) — российский футболист, полузащитник клуба «Ильпар».

## Карьера
Футбольную карьеру начал в 2005 году в составе любительского клуба «Меч» из Ефремова. Через год играл в составе также любительского клуба «Мастер-Сатурн» из Егорьевска, являющегося школой олимпийского резерва.
Профессиональную карьеру начал в клубе «Москва» в 2007 году. В 2010 перешёл в липецкий «Металлург». В 2012 году играл за саратовский «Сокол», после чего в 2013 году вернулся в Липецк. С 2015 года выступал за «Тамбов», затем 2018 году перешёл в «Химки», но в том же году ушёл в «Мордовию». В 2020 году подписал контракт с клубом «Томь». В 2021 году перешёл в казахстанский клуб «Жетысу», но вскоре опять вернулся в липецкий «Металлург», где оставался до 2023 года. С 2023 года — в составе клуба «Ильпар».

## Клубная статистика
| Игровая карьера | Игровая карьера | Игровая карьера | Игровая карьера | Ч-т | Ч-т | Кубок | Кубок | Межд. | Межд. | Др. | Др. |
| --------------- | --------------- | --------------- | --------------- | --- | --- | ----- | ----- | ----- | ----- | --- | --- |
| 2018/2019       | Мордовия        | Флаг России     | Б               | 35  | 1   | 1     | 0     | -     | -     | -   | -   |
| 2019/2020       | Мордовия        | Флаг России     | Б               | 19  | 2   | 2     | 0     | -     | -     | -   | -   |
| 2020/2021       | Томь            | Флаг России     | Б               | 10  | 0   | -     | -     | -     | -     | -   | -   |
| 2021            | Жетысу          | Флаг Казахстана | A               | 5   | 0   | -     | -     | -     | -     | -   | -   |